# Léopold Sluys
Pour son contemporain, également organiste, voir  Josef Sluys.
Léopold Sluys est un musicien belge d'expression flamande, organiste, compositeur et pédagogue, né le 19 janvier 1922 à Oudenaken (Brabant Flamand), et décédé à Hal le 6 décembre 1988.

## Biographie
Dès l'enfance, Léopold Sluys s'intéresse à l'orgue. Après avoir joué l'orgue de l'église de son village natal, il officie comme organiste paroissial à Enghien et à Berchem-Sainte-Agathe.
Il étudie à l'Institut Lemmens (Malines) dont il est Lauréat en 1942, ayant eu pour professeurs Marinus De Jong (en), Jules Van Nuffel et Flor Peeters.
Ensuite, il étudie au Conservatoire Royal de Gand où il obtient un Premier Prix d'orgue, au Conservatoire royal de Bruxelles où il remporte un Premier Prix de Contrepoint, puis au Conservatoire royal d'Anvers, où il achève ses études par l'obtention d'un Premier Prix de Fugue et d'un Diplôme Supérieur d'orgue.
Considéré comme étant l'un des plus brillants élèves de Flor Peeters, il remporte, en 1955 à Gand, le Concours International Bach.
Léopold Sluys entame alors une carrière de concertiste qui l'amène à se produire dans divers pays européens. Ses programmes valoriseront toujours la musique contemporaine.
En 1945, à Hal, il devient maître de chapelle et organiste de la Basilique Saint-Martin et, en 1948, professeur à la Servaisacademie voor Muziek. De cette Académie, il devient directeur en 1962.
Enfin, de 1964 à 1982, il est professeur d'orgue au Conservatoire Royal de Bruxelles (section francophone), succédant, dans cette charge, à Charles Hens. Durant son professorat, pour des raisons pédagogiques, il fait construire un instrument par le facteur Stevens (l'orgue Cavaillé-Coll de la Grande Salle du Conservatoire étant peu accessible pour les cours).
Parmi ses élèves, citons Henri Barbier, Dominique Bodson, Bernard Carlier, Stéphane Detournay, Luc Dupuis, Jean Ferrard, Jos Mertens, Pierre Nimax (nl) (jr), Léon Kerremans, Zbigniew Kruczek, Jean-Luc Lepage, Thierry Smets, Elizabeth Thorburn, Philippe Verkaeren.
Compositeur éclectique, il laisse quelques pages parmi lesquelles, De klacht der ellende pour orchestre (1950), Allegro pour trompette et orchestre (1964), Thème et variations pour orgue (1967) et une Messe pour chœur et orchestre (1980).
Léopold Sluys décède à Hal le 6 décembre 1988.

## Distinctions
- Chevalier de l'ordre de Léopold
- Chevalier de l'ordre de la Couronne

- Croix Pro Ecclesia et Pontifice
- Croix d'or de Saint-Rombaut

## Hommage
En hommage au musicien, la ville de Hal a attribué le nom de Léopold Sluys à l'une de ses rues : la L. A. Sluysstraat.

## Quelques enregistrements
Les enregistrements qui suivent ont été effectués en direct lors de concerts.
- Jean Absil : Entrée solennelle pour un" Te Deum", https://www.youtube.com/watch?v=yrZvKha81NA
- August De Boeck : Allegro con fuoco, https://www.youtube.com/watch?v=aXFgzLe0ueA
- Flor Peeters : Toccata, Fugue et Hymne sur "Ave Maris Stella", https://www.youtube.com/watch?v=aGVYTMJAm3I
- Charles Tournemire : Paraphrase-Carillon, extrait de l'Office de l'Assomption (Orgue Mystique), https://www.youtube.com/watch?v=Jp3Xgsbv_HA